# Voyagerjeva zlata plošča
Voyagerjeva zlata plošča sta podatkovna diska s slikovnimi in zvočnimi informacijami, ki sta bila nameščena na dveh medzvezdnih vesoljskih sondah Voyager 1 in Voyager 2, izstreljenih leta 1977. Podatkovna diska sta bila ustvarjena kot sporočila nezemljanom v upanju, da bi lahko kakršne koli inteligentne nezemeljske oblike življenja izvedele več o človeštvu in njegovem položaju v vesolju, čeprav je verjetnost za to izjemno majhna in bi človeštvo potem lahko prenehalo obstajati. Z ocenjeno življenjsko dobo 500 milijonov let naj bi diska vsaj zagotavljala dokaze o obstoju ljudi.
Diska je zasnovala ekipa raziskovalcev pod vodstvom Carla Sagana. Znanstveno ekipo Voyagerjeva zlata plošča so sestavljali še Philip Morrison, Frank Drake, A.G.W. Cameron, Leslie Orgel, Bernard M. Oliver in Stephen Toulmin. Kot zunanji svetovalci so se posvetovali z Isaacom Asimovom, Arthurjem C. Clarkom in Robertom A. Heinleinom.

## Opis
Vsaka od obeh plošč je skupaj s kaseto in iglo shranjena v zaščitnem aluminijastem ohišju. Na tem ovitku (zlati ovitek plošče) so navodila v simbolnem jeziku, ki pojasnjujejo, kako dekodirati podatkovni disk. Čas, potreben za predvajanje – 16 ⅔ vrtljajev na minuto – je podan v binarnem sistemu in se nanaša na karakteristično frekvenco atoma vodika, katerega hiper fin prehod je označen z nasprotno poravnavo jedrskega spina in elektronskega spina. Povezovalna črta med obema stanjema, vodikova črta, zagotavlja absolutno časovno referenco 0,704 nanosekunde, ki se uporablja v drugih simbolih. Na ovitku je pojasnjen tudi izvor plošč: Tako kot pri ploščah Pioneer je položaj sonca prikazan glede na 14 pulzarjev. Poleg relativnega položaja 14 črt, ki se nanašajo na pulzarje, vsebuje tudi specifično, binarno kodirano frekvenco impulzov pulsarjev kot večkratnik zgoraj navedene časovne reference, kar poenostavi njihovo identifikacijo v prostoru.
Sam podatkovni disk je pozlačen bakren disk s premerom 30 centimetrov. Zaščitni pokrov, izdelan iz pozlačenega aluminija, vsebuje majhne količine izotopa urana-238, ki med poletom vesoljske sonde razpade v torij-234. Razpad izotopa lahko potencialni iskalci uporabijo za določitev starosti nosilca podatkov (npr. z uporabo masne spektrometrije).
Začetek podatkovne poti vsebuje 116 analognih slik (→Slike na zlati plošči Voyager). Preostanek sestavljajo zvočni podatki. To vključuje govorjene pozdrave v 55 jezikih (→Pozdravi na zlati plošči Voyager). Slišati je mogoče tudi različne zvoke, kot so veter, grmenje in živalski zvoki (→Zvoki na zlati plošči Voyager). Sledi 90 minut izbrane glasbe, vključno z etnično glasbo in znanimi deli Johanna Sebastiana Bacha, Ludwiga van Beethovna, Wolfganga Amadeusa Mozarta, Chucka Berryja, Louisa Armstronga in drugih (→Glasbene skladbe na zlati plošči Voyager). Poleg pozdravov v različnih jezikih je na voljo tudi zvočno sporočilo generalnega sekretarja ZN Kurta Waldheima in pisno sporočilo ameriškega predsednika Jimmyja Carterja.

## Kopije
Poleg dveh diskov, ki sta bila priložena programu Voyager, so kopije ovitka v različnih muzejih. Med njimi so Muzej komunikacij v Nürnbergu, Muzej komunikacij v Bernu, Nemški muzej knjig in pisanja v Nemški nacionalni knjižnici v Leipzigu ter posebne razstave, kot je »Kodirano za večnost – Sky Disc in Voyager Golden Record« v Arche Nebra od 1. maja do 15. novembra 2009.

## Podobni predmeti
- Plošča s Pioneerja(1972)
- Plošča LAGEOS (1976, 1992)
- Rosettin disk (2002/2004)
- Kozmična povezava – dokumentarni film, ki je bil predvajan v vesolje in drugod.